# كابريس بوريت
كابريس بوريت (بالإنجليزية: Caprice Bourret)‏ (مواليد 24 أكتوبر 1971) سيدة أعمال، عارضة أزياء ، ممثلة وشخصية تلفزيونية أمريكية.
ظهرت في المسلسل التلفزيوني البريطاني اسبلاش في الموسم الأول ، كما شاركت في برنامج تلفزيون الواقع سيلبرتي بيغ براذر 3 النسخة البريطانية ، في 2006 أطلقت شركتها الخاص باي كابريس لانجري.

## روابط خارجية
- كابريس بوريت على موقع IMDb (الإنجليزية)
- كابريس بوريت على موقع ألو سيني (الفرنسية)
- كابريس بوريت على موقع ميوزك برينز (الإنجليزية)
- كابريس بوريت على موقع إن إن دي بي (الإنجليزية)
- كابريس بوريت على موقع ديسكوغز (الإنجليزية)
- كابريس بوريت على موقع قاعدة بيانات الفيلم (الإنجليزية)
- كابريس بوريت على موقع كينوبويسك (الروسية)
- كابريس بوريت على موقع دليل عارضات الأزياء (الإنجليزية)